# Gemeentelijke herindelingsverkiezingen in Nederland 1985
Gemeentelijke herindelingsverkiezingen in Nederland 1985 geeft informatie over tussentijdse verkiezingen voor een gemeenteraad in Nederland die gehouden werden op 27 november 1985.
De verkiezingen werden gehouden in 34 gemeenten die betrokken waren bij een herindelingsoperatie die op 1 januari 1986 is doorgevoerd.
De volgende gemeenten waren bij deze verkiezingen betrokken:
- de gemeenten Arkel, Giessenburg, Hoogblokland, Hoornaar, Noordeloos en Schelluinen: samenvoeging tot een nieuwe gemeente Giessenlanden;[1]
- de gemeenten Bleskensgraaf en Hofwegen, Brandwijk, Goudriaan, Molenaarsgraaf, Ottoland, Oud-Alblas en Wijngaarden: samenvoeging tot een nieuwe gemeente Graafstroom;[1]
- de gemeenten Kedichem, Leerdam en Schoonrewoerd: samenvoeging tot een nieuwe gemeente Leerdam;[1]
- de gemeenten Groot-Ammers, Langerak, Nieuwpoort en Streefkerk: samenvoeging tot een nieuwe gemeente Liesveld;[1]
- de gemeenten Everdingen, Hagestein en Vianen: samenvoeging tot een nieuwe gemeente Vianen;[1]
- de gemeenten Asperen, Herwijnen, Heukelum en Vuren: samenvoeging tot een nieuwe gemeente Vuren;[1][2]
- de gemeenten Ameide, Hei- en Boeicop, Leerbroek, Lexmond, Meerkerk, Nieuwland en Tienhoven: samenvoeging tot een nieuwe gemeente Zederik.[1]

In deze gemeenten zijn de reguliere gemeenteraadsverkiezingen van 19 maart 1986 niet gehouden.
Door deze herindelingen daalde het aantal gemeenten in Nederland per 1 januari 1986 van 741 naar 714.